# Жемчугова, Прасковья Ивановна
Праско́вья (Пара́ша) Ива́новна Ковалёва-Жемчуго́ва, графиня Шереме́тева; 20 [31] июля 1768, Березино, Ивановская Промышленная область, Никола-Березники, Борисоглебский район или Уславцево, Борисоглебский район — 23 февраля [7 марта] 1803, Санкт-Петербург) — русская актриса и певица, крепостная графов Шереметевых.

## Биография
Родилась в Ярославской губернии в семье кузнеца Ивана Степановича Горбунова (известен также как Кузнецов, Ковалёв). Семья относилась к крепостным князей Черкасских. Поскольку все их владения остались дочери последнего князя - Варваре Алексеевне Черкасской. Когда она вышла замуж за Петра Шереметева, все ее земли и, соответственно, крепостные перешли к нему. Точное место рождения неизвестно, существует три версии: село Уславцево, село Никола-Березники и деревня Березина.
В возрасте семи лет была взята на воспитание княгиней Марфой Михайловной Долгорукой в Кусково, подмосковную усадьбу Шереметевых. У девочки рано обнаружились способности к музыке, и её начали готовить для труппы крепостного театра. Дебютировала 22 июня 1779 года в роли служанки в опере Андре Гретри «Опыт дружбы». На следующий год вышла на сцену в роли Белинды в опере Антонио Саккини «Колония, или Новое поселение» уже под именем Жемчуговой.
Обладала красивым лирико-драматическим сопрано, хорошо играла на клавесине и арфе, была выучена итальянскому и французскому языкам. Училась у Елизаветы Сандуновой и Ивана Дмитриевского, которые обучали пению и драматическому искусству крепостных актёров шереметевского театра.
Успех пришёл к Жемчуговой в 1781 году, после исполнения партии Лизы в комической опере Пьера Монсиньи «Дезертир, или Беглый солдат». В 1785 году она триумфально дебютировала в роли Элианы в опере Гретри «Самнитские браки». Эту же роль Прасковья Жемчугова исполнила 30 июня 1787 года в новом, перестроенном здании театра в Кускове, открытие которого было приурочено к визиту в усадьбу Екатерины II. 

Императрица была поражена великолепием спектакля и игрой крепостных актёров, особенно исполнительницы главной партии П. И. Жемчуговой, которую и наградила алмазным перстнем.
Спектакль «Самнитские браки» с Жемчуговой в роли Элианы давался и 7 мая 1797 года в Останкине во время визита Станислава Августа Понятовского.
В 1797 году император Павел I, пожаловав графу Николаю Петровичу Шереметеву звание обер-гофмаршала, потребовал его присутствия в Петербурге. Шереметев взял с собой в столицу лучшую часть своей труппы, в том числе и Жемчугову. Однако в сыром климате Петербурга у неё обострился туберкулёз, пропал голос, и она была вынуждена оставить сцену.
В следующем году Николай Шереметев дал вольную Прасковье Ивановне и всей семье Ковалёвых. 6 ноября 1801 года, получив разрешение императора Александра I (согласно другим сведениям, Н. П. Шереметев, так и не дождавшись императорского разрешения на неравный брак, получил благословение митрополита Платона), обвенчался с ней в московской Николаевской церкви у Старого Каменного моста. Во время церемонии присутствовали лишь два необходимых свидетеля — архитектор Джакомо Кваренги (согласно другому источнику, свидетелями были: князь Ан. Щербатов, известный археолог А. Ф. Малиновский и синодский канцелярист Н. Н. Бем) и подруга невесты Татьяна Шлыкова-Гранатова. В метрической записи о венчании невеста графа указана как «девица Прасковия Ивановна дочь Ковалевская» (без уточнения сословного статуса) — Шереметев, дабы оправдать свою женитьбу на крепостной, создал легенду о происхождении Прасковьи от польского шляхтича Якуба Ковалевского, пленённого во время походов князя Я. К. Черкасского и перешедшего на службу к русскому царю. «Брачный обыск» — документ, который удостоверял, что препятствий для брака нет, кроме жениха и невесты, подписали князь Андрей Николаевич Щербатов, Алексей Фёдорович Малиновский и поручик Павел Нарбеков.
У Прасковьи Ивановны было четверо братьев: Афанасий, Николай, Михаил и Иван, а также сестра Матрёна, по мужу Калмыкова.
3 февраля 1803 года Прасковья Жемчугова родила сына Дмитрия. Беременность и роды подорвали её здоровье — она умерла спустя три недели, 23 февраля 1803 года. «Жития ей было 34 года, 7 месяцев, 2 дня». Погребена в Лазаревской усыпальнице Александро-Невской лавры в Петербурге. В числе других в последний путь её провожал и архитектор Кваренги.

## Странноприимный дом
Благодаря желанию Прасковьи Ивановны в Москве, на Сухаревке был построен Странноприимный дом. Первый параграф устава Странноприимного дома гласил: «Оказывать помощь бедным и убогим, не спрашивая роду и племени». 28 июня 1792 года состоялась закладка будущего здания больницы. Автором проекта был ученик Баженова Елизвой Назаров. После смерти жены Николай Петрович решил перестроить наполовину законченное строение, чтобы сделать его более величественным и достойным памяти графини. Переработать проект было поручено Джакомо Кваренги. Архитектор работал над проектом, не выезжая из Петербурга: его планы и чертежи, отсылаемые по почте, воплощали в жизнь крепостные архитекторы Шереметева Алексей Миронов, Григорий Дикушин и Павел Аргунов.

## «Вечор поздно из лесочку»
Прасковье Жемчуговой традиционно приписывается авторство песни «Вечор поздно из лесочку / Я коров домой гнала…», сюжет которой автобиографичен и в романтизированной форме повествует о первой встрече героини с будущим мужем, графом Н. П. Шереметевым. Энциклопедический словарь Брокгауза и Ефрона даже называет Прасковью Ивановну «первой русской поэтессой из крестьянства». Песня, впервые опубликованная спустя 15 лет после смерти Прасковьи Жемчуговой (в сборнике «Новейший российский песенник», СПб., 1818), была чрезвычайно популярна в XIX веке, включалась во многие песенники и сборники фольклора на протяжении двух веков. До настоящего времени входит в репертуар популярных исполнителей как народная.

## Роли в театре

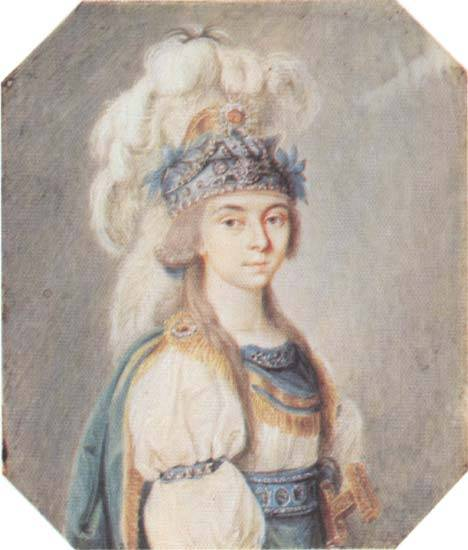
Прасковья Жемчугова в роли Элианы

- Юбер, «Опыт дружбы» Андре Гретри — дебютная роль
- Белинда, «Колония, или Новое селение» Антонио Саккини (впервые появилась в спектакле под фамилией Жемчугова)
- Луиза, «Дезертир» Пьера Монсиньи
- Лоретта, «Лоретта» Демеро-Де-Малзевилля
- Розетта, «Добрая дочка» Никколо Пиччини
- Анюта, «Тщетная предосторожность, или Перевозчик Кусковский» В. П. Колычёва
- Миловида, «Разлука, или Отъезд псовой охоты из Кусково»[15]
- Роза, «Роза и Кола» Пьера Монсиньи
- Нина, «Нина, или Безумная от любви» Джованни Паизиелло
- Блондино, «Инфанта Дзаморы» Джованни Паизиелло
- Люсиль, «Ричард — Львиное Сердце» Андре Гретри
- Колетта, «Деревенский колдун» Жан-Жака Руссо
- Элиана, «Самнитские браки» Андре Гретри
- Алина, «Царица Голкондская» Пьера Монсиньи
- Зельмира, «Зельмира и Смелон, или Взятие Измаила» Осипа Козловского

## Память о Жемчуговой
- В честь Прасковьи Жемчуговой названа Аллея Жемчуговой — улица на востоке Москвы, в районе Вешняки.
- В 1994 году был снят российский телевизионный художественный фильм «Графиня Шереметева».
- Также названа улица в СВАО в районе Останкино, Прасковьина улица
- На родине актрисы, в д. Березино Большесельского р-на Ярославской области, открыт памятный мемориал.
- В селе Вощажниково, Борисоглебский район, Ярославская область, где существовала усадьба графов Шереметевых (их охотничья резиденция), поставлен памятный знак «Жемчужина».
- В Большом селе, Большесельский район Ярославской области, в 2018 году в честь 250-летия со дня рождения актрисы, открыт мемориал «Лира с партитурой».

## Комментарии
1. ↑  Кузнецова-Горбунова Прасковья Ивановна (по выправленным документам — Ковалевская, по сцене — Жемчугова, в замужестве — Шереметева)[2].
2. ↑  Актёрам шереметевского театра по традиции давались псевдонимы по названиям драгоценных камней: Гранатова, Бирюзова, Яхонтова, Алмазова, Изумрудова и т. п.
3. ↑  Российская премьера состоялась в «зимнем театре» Шереметева на Никольской улице; на русский язык оперу перевёл В. Г. Вороблевский (1730—1797), крепостной Шереметевых, ведавший подготовкой актёров.